# Кокрем
Кокре́м (рос. Кокрем, марій. Кӧкрем) — присілок у складі Моркинського району Марій Ел, Росія. Входить до складу Семісолинського сільського поселення.

## Населення
Населення — 20 осіб (2010; 28 у 2002).
Національний склад (станом на 2002 рік):
- лучні марійці — 100 %